# Collegio di Coatbridge, Chryston and Bellshill
Coatbridge, Chryston and Bellshill è stato un collegio elettorale scozzese della Camera dei comuni del Parlamento del Regno Unito. Eleggeva un membro del Parlamento con il sistema maggioritario a turno unico. Il collegio è stato abolito con la revisione del 2024, con la perdita dell'area di Chryston; è sostituito dal nuovo Coatbridge and Bellshill.

## Estensione
Il collegio copriva l'area del Lanarkshire Settentrionale ed era in prevalenza urbano; Coatbridge sorgeva nella parte meridionale del collegio, mentre la parte settentrionale presentava un misto di paesaggio rurale e urbano che si estendeva in direzione est-ovest, seguendo i percorsi delle linee ferroviarie. Una piccola area orientale di Coatbridge si trovava nel collegio di Airdrie and Shotts.
Coatbridge, Chryston and Bellshill comprendeva gran parte del territorio dell'ex collegio di Monklands West (esistito fino al 1997) e fu creato nel 2005 per sostituire i collegi di Coatbridge and Chryston e parti di Hamilton North and Bellshill. 

## Membri del Parlamento
| Elezione | Elezione | Deputato                                                  | Partito                                                   |
| -------- | -------- | --------------------------------------------------------- | --------------------------------------------------------- |
|          | 2005     | Tom Clarke                                                | Laburista                                                 |
|          | 2015     | Philip Boswell                                            | SNP                                                       |
|          | 2017     | Hugh Gaffney                                              | Laburista                                                 |
|          | 2019     | Steven Bonnar                                             | SNP                                                       |
|          | 2024     | Collegio abolito e sostituito da Coatbridge and Bellshill | Collegio abolito e sostituito da Coatbridge and Bellshill |

## Risultati elettorali

### Elezioni negli anni 2010
| Partito                    | Partito                                  | Candidato                  | Risultati 12 dicembre 2019 | Risultati 12 dicembre 2019 |
| Partito                    | Partito                                  | Candidato                  | Voti                       | %                          |
| -------------------------- | ---------------------------------------- | -------------------------- | -------------------------- | -------------------------- |
|                            | SNP                                      | Steven Bonnar              | 22 680                     | 47,03                      |
|                            | Laburista                                | Hugh Gaffney               | 17 056                     | 35,37                      |
|                            | Conservatore                             | Nathan Wilson              | 6 113                      | 12,68                      |
|                            | Lib Dem                                  | David Stevens              | 1 564                      | 3,24                       |
|                            | Verdi                                    | Patrick McAleer            | 808                        | 1,68                       |
|                            |                                          |                            |                            |                            |
| Iscritti                   | Iscritti                                 | Iscritti                   | 72 943                     | 100,00                     |
| ↳ Votanti (% su iscritti)  | ↳ Votanti (% su iscritti)                | ↳ Votanti (% su iscritti)  | 48 221                     | 66,11                      |
| ↳ Astenuti (% su iscritti) | ↳ Astenuti (% su iscritti)               | ↳ Astenuti (% su iscritti) | 24 722                     | 33,89                      |
|                            |                                          |                            |                            |                            |
|                            | Esito: collegio passa da Laburista a SNP |                            |                            |                            |

| Partito                    | Partito                                  | Candidato                  | Risultati 8 giugno 2017 | Risultati 8 giugno 2017 |
| Partito                    | Partito                                  | Candidato                  | Voti                    | %                       |
| -------------------------- | ---------------------------------------- | -------------------------- | ----------------------- | ----------------------- |
|                            | Laburista                                | Hugh Gaffney               | 19 193                  | 42,61                   |
|                            | SNP                                      | Philip Boswell             | 17 607                  | 39,09                   |
|                            | Conservatore                             | Robyn Halbert              | 7 318                   | 16,25                   |
|                            | Lib Dem                                  | David Bennie               | 922                     | 2,05                    |
|                            |                                          |                            |                         |                         |
| Iscritti                   | Iscritti                                 | Iscritti                   | 71 153                  | 100,00                  |
| ↳ Votanti (% su iscritti)  | ↳ Votanti (% su iscritti)                | ↳ Votanti (% su iscritti)  | 45 040                  | 63,30                   |
| ↳ Astenuti (% su iscritti) | ↳ Astenuti (% su iscritti)               | ↳ Astenuti (% su iscritti) | 26 113                  | 36,70                   |
|                            |                                          |                            |                         |                         |
|                            | Esito: collegio passa da SNP a Laburista |                            |                         |                         |

| Partito                    | Partito                                  | Candidato                  | Risultati 7 maggio 2015 | Risultati 7 maggio 2015 |
| Partito                    | Partito                                  | Candidato                  | Voti                    | %                       |
| -------------------------- | ---------------------------------------- | -------------------------- | ----------------------- | ----------------------- |
|                            | SNP                                      | Phil Boswell               | 28 696                  | 56,60                   |
|                            | Laburista                                | Tom Clarke                 | 17 195                  | 33,92                   |
|                            | Conservatore                             | Mhairi Fraser              | 3 209                   | 6,33                    |
|                            | UKIP                                     | Scott Cairns               | 1 049                   | 2,07                    |
|                            | Lib Dem                                  | Robert Simpson             | 549                     | 1,08                    |
|                            |                                          |                            |                         |                         |
| Iscritti                   | Iscritti                                 | Iscritti                   | 73 903                  | 100,00                  |
| ↳ Votanti (% su iscritti)  | ↳ Votanti (% su iscritti)                | ↳ Votanti (% su iscritti)  | 50 698                  | 68,60                   |
| ↳ Astenuti (% su iscritti) | ↳ Astenuti (% su iscritti)               | ↳ Astenuti (% su iscritti) | 23 205                  | 31,40                   |
|                            |                                          |                            |                         |                         |
|                            | Esito: collegio passa da Laburista a SNP |                            |                         |                         |

| Partito                    | Partito                                | Candidato                  | Risultati 6 maggio 2010 | Risultati 6 maggio 2010 |
| Partito                    | Partito                                | Candidato                  | Voti                    | %                       |
| -------------------------- | -------------------------------------- | -------------------------- | ----------------------- | ----------------------- |
|                            | Laburista                              | Tom Clarke                 | 27 728                  | 66,60                   |
|                            | SNP                                    | Frances M. McGlinchey      | 7 014                   | 16,85                   |
|                            | Lib Dem                                | Kenneth C. Elder           | 3 519                   | 8,45                    |
|                            | Conservatore                           | Fiona Houston              | 3 374                   | 8,10                    |
|                            |                                        |                            |                         |                         |
| Iscritti                   | Iscritti                               | Iscritti                   | 70 313                  | 100,00                  |
| ↳ Votanti (% su iscritti)  | ↳ Votanti (% su iscritti)              | ↳ Votanti (% su iscritti)  | 41 766                  | 59,40                   |
| ↳ Astenuti (% su iscritti) | ↳ Astenuti (% su iscritti)             | ↳ Astenuti (% su iscritti) | 28 547                  | 40,60                   |
|                            |                                        |                            |                         |                         |
|                            | Esito: collegio confermato a Laburista |                            |                         |                         |

### Elezioni negli anni 2000
| Partito                    | Partito                                      | Candidato                  | Risultati 5 maggio 2005 | Risultati 5 maggio 2005 |
| Partito                    | Partito                                      | Candidato                  | Voti                    | %                       |
| -------------------------- | -------------------------------------------- | -------------------------- | ----------------------- | ----------------------- |
|                            | Laburista                                    | Tom Clarke                 | 24 725                  | 64,48                   |
|                            | SNP                                          | Duncan Ross                | 5 206                   | 13,58                   |
|                            | Lib Dem                                      | Rodney Ackland             | 4 605                   | 12,01                   |
|                            | Conservatore                                 | Lindsay S. Paterson        | 2 775                   | 7,24                    |
|                            | Socialista                                   | Joan Kinloch               | 1 033                   | 2,69                    |
|                            |                                              |                            |                         |                         |
| Iscritti                   | Iscritti                                     | Iscritti                   | 67 388                  | 100,00                  |
| ↳ Votanti (% su iscritti)  | ↳ Votanti (% su iscritti)                    | ↳ Votanti (% su iscritti)  | 38 344                  | 56,90                   |
| ↳ Astenuti (% su iscritti) | ↳ Astenuti (% su iscritti)                   | ↳ Astenuti (% su iscritti) | 29 044                  | 43,10                   |
|                            |                                              |                            |                         |                         |
|                            | Esito: collegio a Laburista (nuovo collegio) |                            |                         |                         |

## Risultati dei referendum

### Referendum sulla permanenza del Regno Unito nell'Unione europea del 2016
|        | Collegio                           | Lasciare UE % | Rimanere in UE % |
| ------ | ---------------------------------- | ------------- | ---------------- |
|        | Coatbridge, Chryston and Bellshill | 38,7%         | 61,3%            |
| Scozia | 38,0%                              | 62,0%         |                  |
|        | Regno Unito                        | 51,9%         | 48,1%            |